# Kailash Satyarthi
Kailash Satyarthi (hindi: कैलाश सत्यार्थी; født 11. januar 1954 i Vidisha i Madhya Pradesh) er en indisk børnerettighedsaktivist. I 2014 blev han sammen med Malala Yousafzai tildelt Nobels fredspris med begrundelsen "for deres kamp mod undertrykkelse af børn og ungdom og for alle børns ret til uddannelse".
I 1980 blev han generalsekretær for Bonded Labour Liberation Front / Bachpan Bachao Andolan.  I 1989 stiftede han «Den sydasiatiske alliance mod børneslaveri» (South Asian Coalition on Child Servitude, SACCS), som ved oprettelsen havde medlemsorganisationer i Indien, Pakistan, Nepal, Bangladesh, Bhutan og Sri Lanka.
Til sammen skal flere titusinder børnearbejdere være løsladt via  aktioner fra SACCS og underorganisationerne.
Satyarthi har også skabt Rugmark, senere Goodweave International, som er en organisation som søger at stoppe børnearbejde i tæppeindustrien.

## Udmærkelser
- 1985: The Trumpeter Award (USA)
- 1994: Aachener Friedenspreis[7] (Tyskland)
- 1995: Robert F. Kennedy Human Rights Award (USA)
- 1999: Menschenrechtspreis der Friedrich-Ebert-Stiftung (Tyskland)
- 2002: Wallenberg Medalje, tildelt af University of Michigan[8] (USA)
- 2006: Freedom Award (USA)
- 2007: anerkendt på listen over Heroes Acting to End Modern Day Slavery af USAs State Department
- 2007: Det italienske senats medalje
- 2008: Alfonso Comin International Award (Spania)
- 2009: Defenders of Democracy Award (USA)
- 2014: Nobels Fredspris sammen med Malala Yousafzai